# Marià Ferrandis i Agulló
Marià Ferrandis i Agulló (València, 1887 — Xirivella, 1924), fou un periodista i polític valencià, i un dels fundadors del grup Joventut Valencianista en 1908. El 1915 va ser un dels fundadors de la Joventut Nacionalista Republicana, quan esta desaparegué es reintegraria a la Joventut Valencianista, de la qual seria president en morir. Va col·laborar, en valencià, als periòdics Las Provincias i La Correspondencia de Valencia, especialment en el període en què fou òrgan d'Unió Valencianista. Dirigí el setmanari Pàtria Nova (1915) i va realitzar algunes composicions escrites menors, signant amb el pseudònim de Marian. En 1917 va ser candidat a l'Ajuntament de València a les eleccions municipals pel districte del centre.